# Încercare și eroare
Încercare și eroare este o metodă fundamentală de rezolvare a problemelor⁠(d) caracterizată prin încercări repetate, variate, care sunt continuate până la succes, sau până când cel ce o aplică încetează să mai încerce.
După William Homan Thorpe, termenul a fost inventat de C. Lloyd Morgan (1852–1936) după ce a încercat expresii similare ca „încercare și eșec” și „încercare și practică”. Conform canonului lui Morgan, comportamentul animal ar trebui explicat în cel mai simplu mod posibil. Acolo unde comportamentul pare să implice procese mentale superioare, acesta ar putea fi explicat prin învățarea prin încercări și erori. Un exemplu este modul abil în care terrierul său Tony a deschis poarta grădinii, ușor înțeles greșit ca un act perspicace de către cineva care vede comportamentul final. Lloyd Morgan, totuși, urmărise și înregistrase seria de aproximări prin care câinele învățase treptat răspunsul și putea demonstra că nu era necesară nicio supoziție pentru a-l explica.
Edward Lee Thorndike a fost inițiatorul teoriei învățării prin încercare și eroare bazată pe descoperirile pe care le-a prezentat despre cum să se gestioneze un experiment de încercare și eroare în laborator. În celebrul său experiment, o pisică a fost plasată într-o serie de cutii labirint pentru a studia legea efectului⁠(d) în învățare. El a trasat curbele cu timpul înregistrat pentru a învăța la fiecare proces. Observația cheie a lui Thorndike a fost că învățarea a fost determinată de rezultatele pozitive, fapt care a fost ulterior rafinat și extins de B.F. Skinner în a sa condiționare operantă⁠(d).
Încercarea și eroarea este, de asemenea, o metodă de mentenanță, ajustare sau obținere a cunoștințelor.
Această abordare poate fi văzută ca una dintre cele două abordări de bază ale rezolvării problemelor, în contrast cu o abordare care utilizează intuiția și teoria. Totuși, există metode intermediare care, de exemplu, folosesc teoria pentru a ghida metoda, o abordare cunoscută sub numele de „empirism ghidat”.
Acest mod de a gândi a devenit un pilon al raționalismului critic al lui Karl Popper.

## Metodologie
Abordarea de încercare și eroare este folosită cu cel mai mare succes în probleme simple și în jocuri și este adesea ultima soluție atunci când nu se aplică nicio regulă aparentă. Aceasta nu înseamnă că abordarea este în mod inerent neglijentă, pentru că un individ poate fi metodic în manipularea variabilelor în încercarea de a sorta posibilitățile care ar putea avea ca rezultat succesul. Totuși, această metodă este adesea folosită de persoanele care au puține cunoștințe în domeniul problemei. Abordarea prin încercare și eroare a fost studiată din punctul său de vedere natural al calculului computerizat.

### Un exemplu simplu
William Ross Ashby oferă trei strategii simple pentru a trata aceeași problemă-exercițiu de bază, strategii care au eficiențe foarte diferite. Să presupunem că o mulțime de 1000 de comutatoare pornit/oprit trebuie setată la o anumită combinație prin testare aleatorie, unde se așteaptă ca fiecare test să dureze o secundă. [Acest lucru este discutat și în Traill (1978–2006), secțiunea C1.2]. Strategiile sunt:
- metoda perfecționistă totul sau nimic, fără nicio încercare de a obține succese parțiale. Este de așteptat să dureze mai mult de 10^301 secunde, (adică, 2^1000 secunde sau 3•5×10^291 secole)
- un test în serie al comutatoarelor, păstrând succesele parțiale (presupunând că acestea sunt observabile), care ar dura în medie 500 de secunde
- testarea paralelă, dar individuală a tuturor comutatoarelor simultan, care ar dura doar o secundă

De reținut că aici presupunerea tacită este că setarea nu se bazează pe vreo logică. Totuși, existența diferitelor strategii disponibile permite să fie luate în considerare un domeniu separat („superior”) de procesare - un „meta-nivel”, deasupra mecanicii manipulării comutatoarelor, unde diferitele strategii disponibile pot fi alese aleatoriu. Încă o dată, acesta este „încercare și eroare”, dar de alt tip.

## Caracteristici
Încercarea și eroarea are o serie de caracteristici:
- Orientată spre soluție: încercarea și eroarea nu încearcă să descopere „de ce” o soluție funcționează, doar că „este” o soluție.
- Specifică problemei: încercarea și eroarea nu încearcă să generalizeze o soluție la alte probleme.
- Neoptimă: încercarea și eroarea este, în general, o încercare de a găsi „o” soluție, nu „toate” soluțiile și nici „cea mai bună” soluție.
- Necesită puține cunoștințe: încercările și erorile pot continua acolo unde există puține sau deloc cunoștințe despre subiect.

Atunci când există un număr finit de soluții posibile și verificabile, este posibil să se utilizeze metoda încercării și erorii pentru a găsi toate soluțiile sau și cea mai bună soluție. Pentru a găsi toate soluțiile, pur și simplu se notează succesul obținut și se continuă până când toate soluțiile au fost încercate. Pentru a găsi cea mai bună soluție, acestea se evaluează comparativ pe baza unui set predefinit de criterii, a căror existență este o condiție pentru posibilitatea de a găsi cea mai bună soluție. (Atunci când poate exista o singură soluție, de exemplu la asamblarea unui puzzle, orice soluție găsită este singura soluție posibilă și deci este neapărat cea mai bună.)